# Hamburg Süd

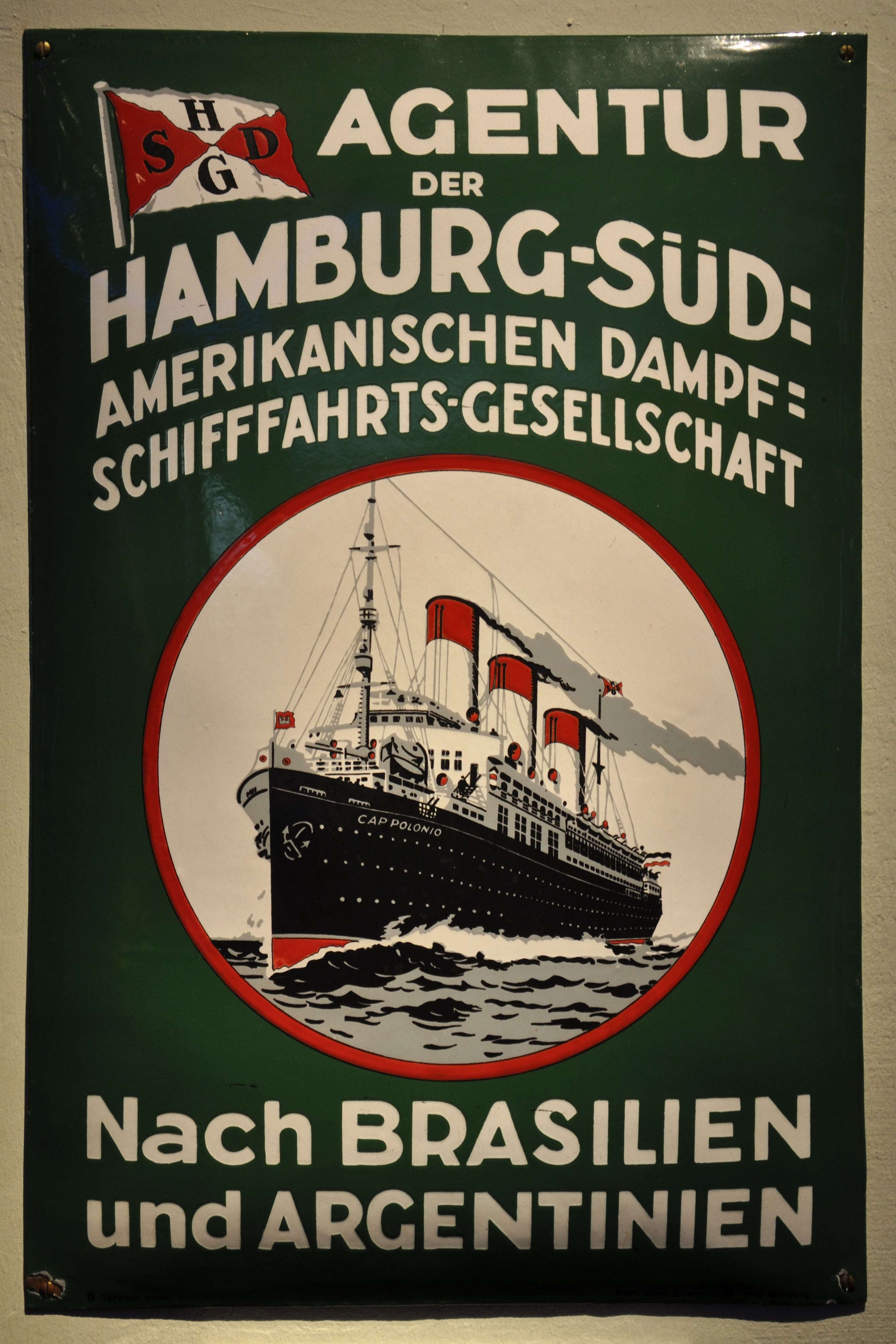
Plakat reklamowy z okresu międzywojennego, przedstawiający statek Cap Polonio

Hamburg Süd (Hamburg-Südamerikanische Dampfschifffahrts-Gesellschaft, HSDG) – niemieckie oceaniczne przedsiębiorstwo żeglugowe z siedzibą w Hamburgu, prowadzące transport kontenerowy.
Założone w 1871 roku, specjalizowało się pierwotnie w przewozach pasażerskich między Hamburgiem a Ameryką Południową. W 2017 roku przejęte zostało przez duńskie przedsiębiorstwo logistyczne A.P. Møller-Mærsk (Maersk). Wkrótce zapoczątkowano integrację działalności przedsiębiorstwa ze spółką macierzystą, a w styczniu 2023 roku zapowiedziano stopniową likwidację marki Hamburg Süd i zastąpienie jej marką Maersk.
W 2023 roku w skład floty Hamburg Süd wchodziły 132 kontenerowce o łącznej pojemności 646 500 TEU.

## Historia

### Początki
Spółka została założona 4 listopada 1871 roku przez grupę jedenastu inwestorów, głównie kupców i bankierów, w celu ustanowienia regularnych połączeń morskich między Hamburgiem a Brazylią, Argentyną i Urugwajem. Głównym inicjatorem przedsięwzięcia oraz największym udziałowcem (25% akcji) był August Bolten, makler morski i właściciel trzech statków parowych, które przekazał spółce. Przedsiębiorstwo powstało w okresie gwałtownej industrializacji i rozkwitu gospodarczego Niemiec, który towarzyszył proklamacji Cesarstwa Niemieckiego, wieńczącej zjednoczenie tego kraju.
Liczba statków operowanych przez Hamburg Süd wzrosła z 3 w 1871 roku, do 9 w 1880 roku, 34 w 1900 roku i 43 w 1910 roku. Pierwsze statki żeglowały przez Lizbonę, do brazylijskich portów w stanie Bahia, Rio de Janeiro i Santos; wkrótce dalej do portów nad estuarium La Platy (Montevideo i Buenos Aires). Podróż trwała sześć lub więcej tygodni. Dużą część pasażerów podróżujących do Ameryki Południowej stanowili pracownicy sezonowi szukający zatrudnienia w tamtejszych gospodarstwach rolnych oraz emigranci, pochodzący z wielu zakątków Europy, w tym z Hiszpanii, Portugalii, Włoch, Polski oraz Rosji. W 1896 roku, wkrótce po zniesieniu przez rząd niemiecki zakazu rekrutacji do pracy za granicą, Hamburg Süd powołał we współpracy z Norddeutscher Lloyd spółkę Hanseatische Kolonisations-Gesellschaft, która zachęcała Niemców do osadnictwa w brazylijskim stanie Santa Catarina, w obrębie tzw. kolonii Hansa. W przeciwnym kierunku statki zabierały głównie towary, w szczególności kawę, zboże i wołowinę.
W 1900 roku uruchomione zostało ekspresowe, bezpośrednie połączenie do portów nad La Platą, a wkrótce także połączenia z Hamburga do Nowego Jorku (we współpracy z HAPAG), oraz z Nowego Jorku do Brazylii.
W 1914 roku, w przededniu I wojny światowej, Hamburg Süd był w posiadaniu 57 statków o łącznym tonażu 329 877 RT. Po zakończeniu działań wojennych przedsiębiorstwo pozbawiono całej floty, która przekazana została państwom ententy w ramach reparacji wojennych.

### Okres międzywojenny
Powojenna odbudowa rozpoczęła się od trzech szkunerów towarowych oraz odkupionego w 1921 roku od Brytyjczyków parowego transatlantyku „Cap Polonio”, który został zbudowany dla Hamburg Süd tuż przed wybuchem wojny. W okresie międzywojennym na popularności zyskały rejsy wycieczkowe na pokładzie luksusowych statków pasażerskich. Trzon floty Hamburg Süd stanowiły w tym okresie, obok „Cap Polonio”, statki typu Monte zbudowane w latach 1924–1931 („Monte Sarmiento”, „Monte Olivia”, „Monte Cervantes”, „Monte Pascoal”, „Monte Rosa”) oraz „Cap Arcona” (1927). Czas podróży z Europy do Ameryki Południowej skrócił się do kilkunastu dni.
Przedsiębiorstwo doświadczyło trudności finansowych w związku z wielkim kryzysem przełomu lat 20. i 30. XX wieku, w następstwie czego większość jego udziałów nabył rząd niemiecki. Poprawa kondycji przedsiębiorstwa zbiegła się w czasie z przejęciem władzy w państwie przez narodowych socjalistów. Statki Hamburg Süd oferowały niedrogie rejsy wycieczkowe w ramach rządowego programu Kraft durch Freude (KdF). W 1936 roku spółkę poddano reprywatyzacji, a w 1938 roku powierzono jej obsługę flagowego statku KdF, „Wilhelm Gustloff”.

### II wojna światowa
W momencie wybuchu II wojny światowej (1939), spółka była w posiadaniu 52 lub 56 statków. Większość zarekwirowała Kriegsmarine i przystosowała do roli krążowników pomocniczych, transportowców, okrętów szpitalnych czy okrętów koszarowych. Zarówno „Wilhelm Gustloff”, jak i „Cap Arcona” zatopione zostały w ostatnich miesiącach wojny; oba wydarzenia należą do największych katastrof morskich w historii. 2/3 niemieckiej floty oceanicznej uległo zniszczeniu podczas wojny, a pozostałe statki przekazano po jej zakończeniu państwom alianckim. Tym samym po raz drugi Hamburg Süd pozbawiony został całej floty.

### Okres powojenny
Postanowienia konferencji poczdamskiej uniemożliwiały przedsiębiorstwu wznowienie żeglugi przed 1951 rokiem. Choć pierwsze eksploatowane jednostki były statkami pasażersko-towarowymi, wkrótce postanowiono, że spółka skupi się na przewozach towarowych, m.in. ze względu na wzrost popularności pasażerskiego transportu lotniczego. Ameryka Południowa pozostawała znaczącym kierunkiem obsługiwanych połączeń, niemniej działalność uległa rozszerzeniu o kolejne kontynenty. Przedsiębiorstwo wyspecjalizowało się w transporcie produktów wymagających kontroli termicznej, na pokładzie chłodniowców, a w latach 70. XX wieku rozpoczęło eksploatację pierwszych kontenerowców, które z czasem wyparły użytkowane wcześniej drobnicowce.
W 1955 roku Hamburg Süd przejęty został przez przedsiębiorstwo Dr. Oetker, które wcześniej, od 1936 roku, posiadało 25% udziałów w spółce. Dr. Oetker pozostawał właścicielem linii żeglugowych do 2017 roku, kiedy to odsprzedał je duńskiemu przedsiębiorstwu logistycznemu A.P. Møller-Mærsk (Maersk). W momencie sprzedaży Hamburg Süd generował ponad 50% przychodów grupy Dr. Oetker i był 7. pod względem wielkości armatorem kontenerowym na świecie. Wkrótce zapoczątkowano integrację działalności przedsiębiorstwa ze spółką macierzystą, a w styczniu 2023 roku zapowiedziano stopniową likwidację marki Hamburg Süd i zastąpienie jej marką Maersk.
W 2023 roku w skład floty Hamburg Süd wchodziły 132 kontenerowce o łącznej pojemności 646 500 TEU.

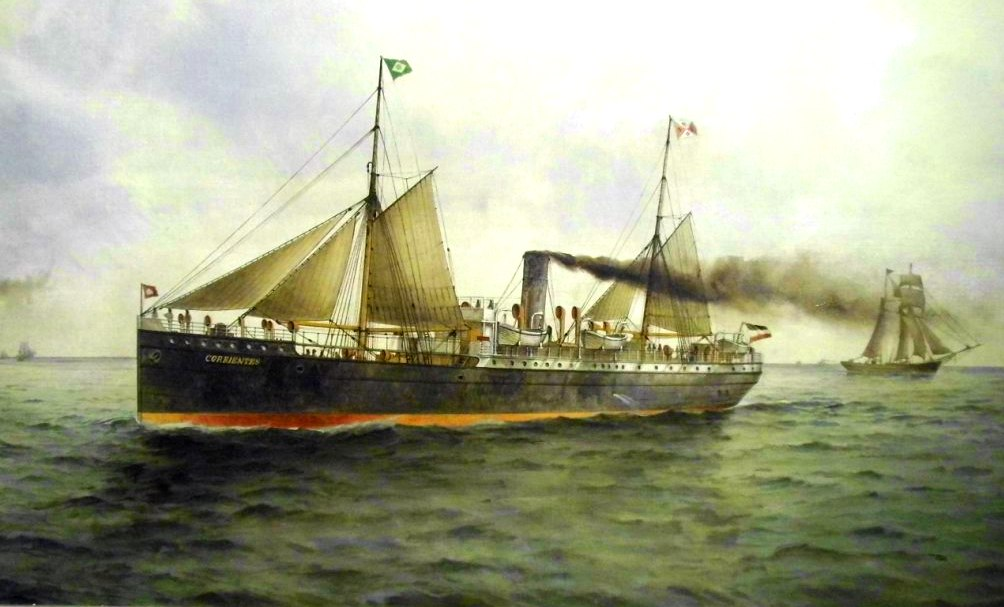
Statek parowo-żaglowy „Corrientes” (1881)
„Monte Olivia” (1924)
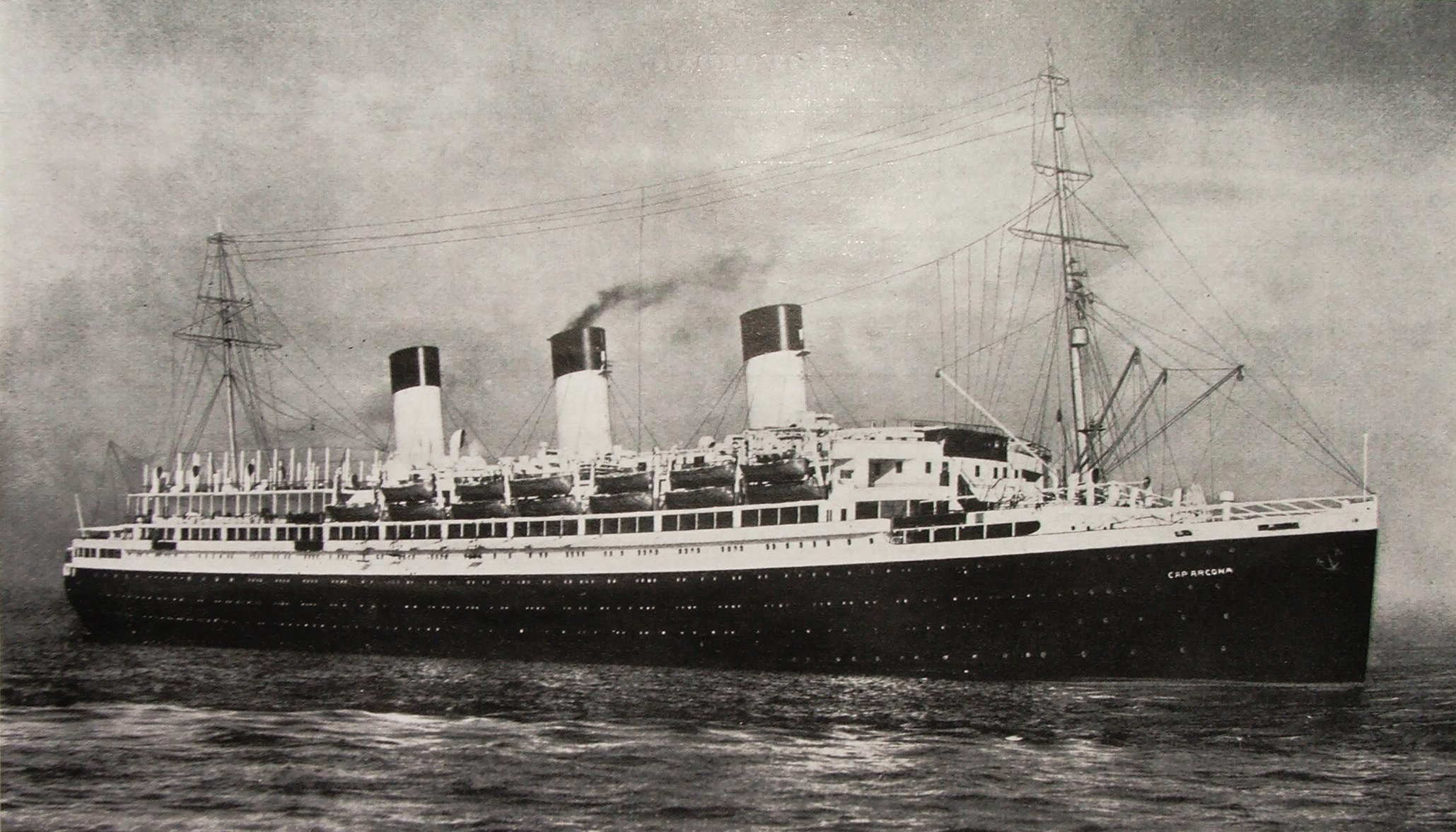
„Cap Arcona” (1927)
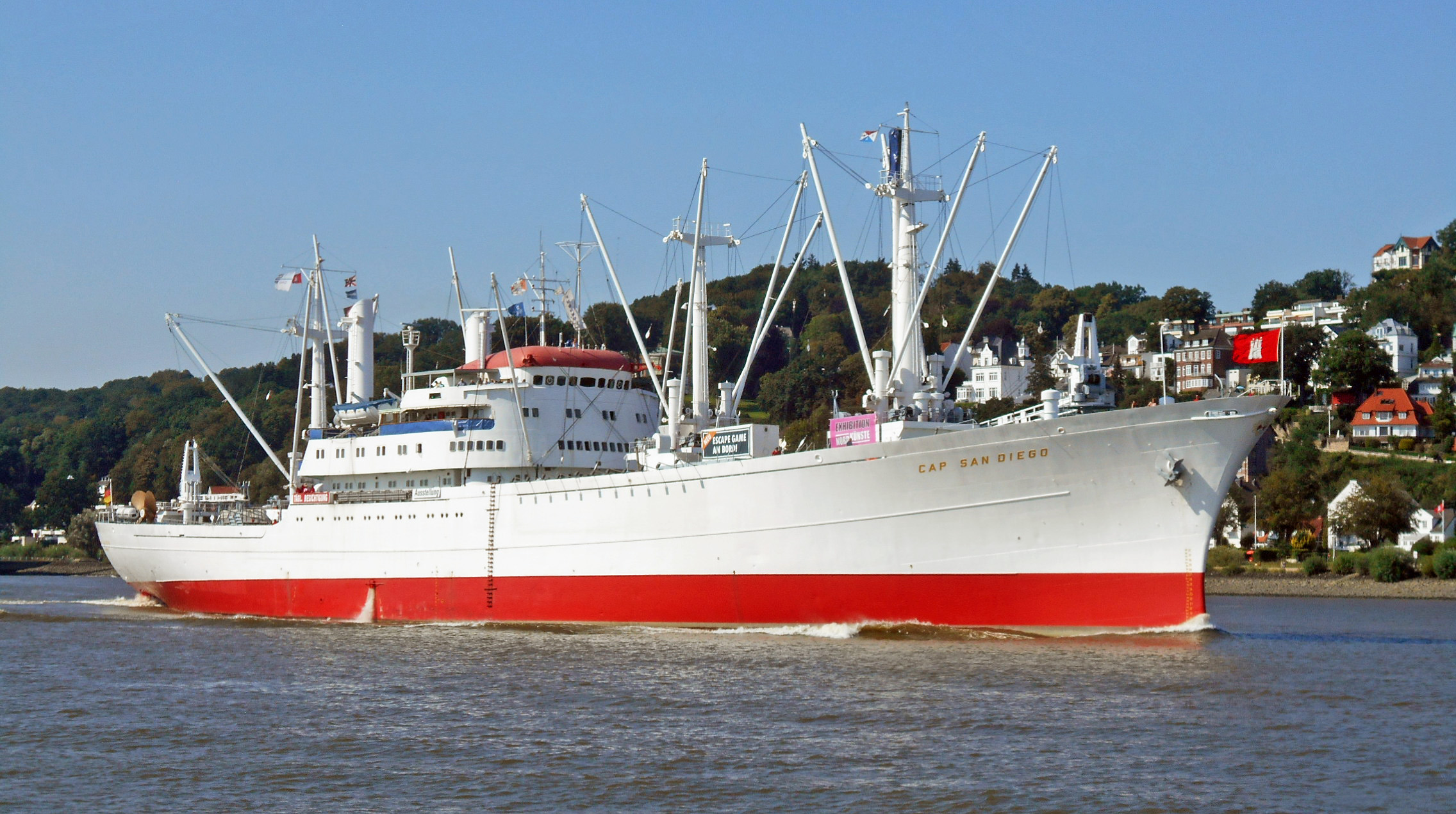
„Cap San Diego”(inne języki) (1962)